# World Animal Protection Sverige
World Animal Protection Sverige är den svenska grenen av World Animal Protection och startade i september 2010. Kontoret ligger i Stockholm.
World Animal Protection arbetar med internationell djurvälfärd genom projekt främst i utvecklingsländer som saknar djurskyddslagstiftning. World Animal Protections vision är en värld där djurvälfärd respekteras och djurmisshandel upphör. 
Arbetet är fokuserat runt fyra huvudområden: 
- Sällskapsdjur: ansvarsfullt djurägande, human hantering av herrelösa djur samt förebyggande arbete mot djurplågeri.
- Lantbruksdjur: industriell uppfödning, långväga transporter och slaktmetoder.
- Exploatering av vilda djur: inhuman hantering samt dödande av vilda djur för mat eller biprodukter.
- Katastrofhjälp: vård och hjälp till djur som lider av katastrofer och därmed även skydda människors försörjning.

World Animal Protection Sverige arbetar med information, kommunikation, kampanjarbete och politisk påverkan. De är en ideell organisation som bedriver insamling via 90-konto och kontrolleras av Svensk insamlingskontroll. De är även medlemmar i Frii, Frivilligorganisationernas Insamlingsråd. De har ett givarprogram kallat Animal Protector.